# 아삿후자 무이딘후자예프
아삿후자 조히딘후자예비치 무이딘후자예프(우즈베크어: Asadxoʻja Zohiddinxoʻjayevich Moʻydinkxoʻjayev 아사드호자 조히딘호자예비치 모이딘호자예프, 러시아어: Асадхужа Зохиддинхужаевич Муйдинхужаев, 2001년 5월 8일~)는 우즈베키스탄의 권투 선수이다. 2024년 하계 올림픽에 참가하여 남자 웰터급에서 금메달을 획득했다. 또한 세계 선수권 대회에서 1회(2023) 우승했으며 아시아 선수권 대회에서 동메달 1개(2022)를 획득했다.